# Szlak Rowerowy Dawnego Pogranicza
Szlak Rowerowy Dawnego Pogranicza – wyznaczony i oznaczony w 2012 roku, czerwony rowerowy szlak turystyczny – trasa nr 465, zlokalizowany w całości na terenie miasta Sosnowca, wiodący wzdłuż dawnej granicy Prus i zaboru rosyjskiego. W przeważającym odcinku szlak biegnie przez tereny zielone. Na większości odcinków szlak prowadzi w bliskim sąsiedztwie rzeki Brynicy. Prowadzony jest ścieżkami i drogami gruntowymi bez ruchu lub z nieznacznym ruchem kołowym, głównie przez tereny zielone: parki, lasy, tereny nadrzeczne.

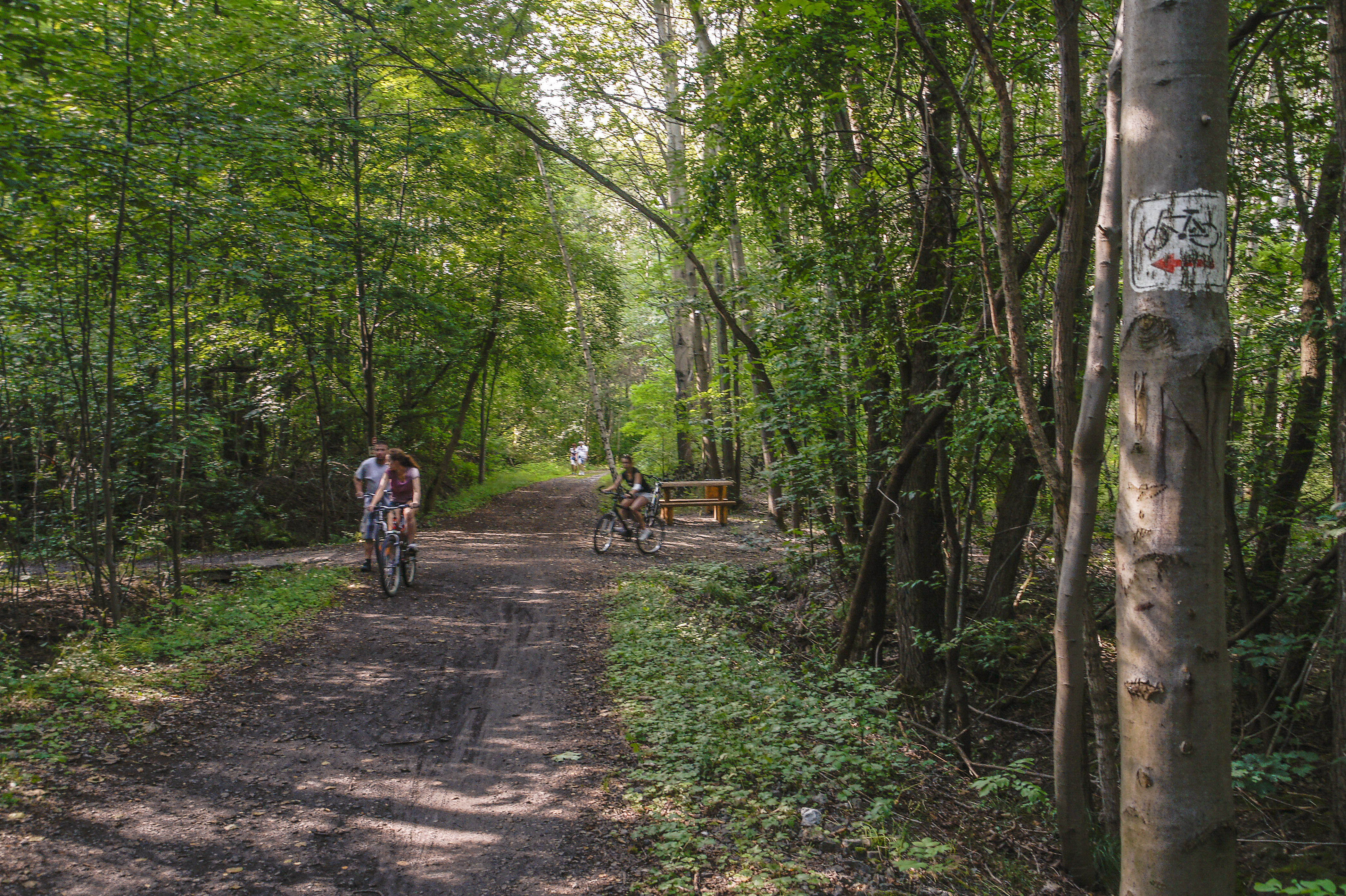

## Atrakcje turystyczne
Szlak przebiega w bezpośrednim sąsiedztwie terenów rekreacyjnych i atrakcji turystycznych:
- Parku Tysiąclecia (początek szlaku w pobliżu Stawu Kalnego)
- Parku im. J. Fusińskiego (dawny Kresowy / Kruczkowskiego ) wraz z Egzotarium,
- Zespołu przyrodniczo-krajobrazowego „Szopienice-Borki” w tym:
  - staw "Borki",
  - staw "Morawa",
  - staw "Hubertus",
- Kompleks rekreacyjny "Stawiki",
- Park Harcerski (500 m ul. Ostrogórską)
- ośrodka "Rybaczówka",
- Piaszczyste Doły nad Czarną Przemszą,
- Park Wygoda w dzielnicy Modrzejów,
- kirkutu w dzielnicy Modrzejów,
- Trójkąt Trzech Cesarzy.

## Parametry
- oznaczenie: czerwony[2];
- długość: 10,2 km[3];
- nawierzchnia: 97% drogi gruntowe i ścieżki

## Infrastruktura

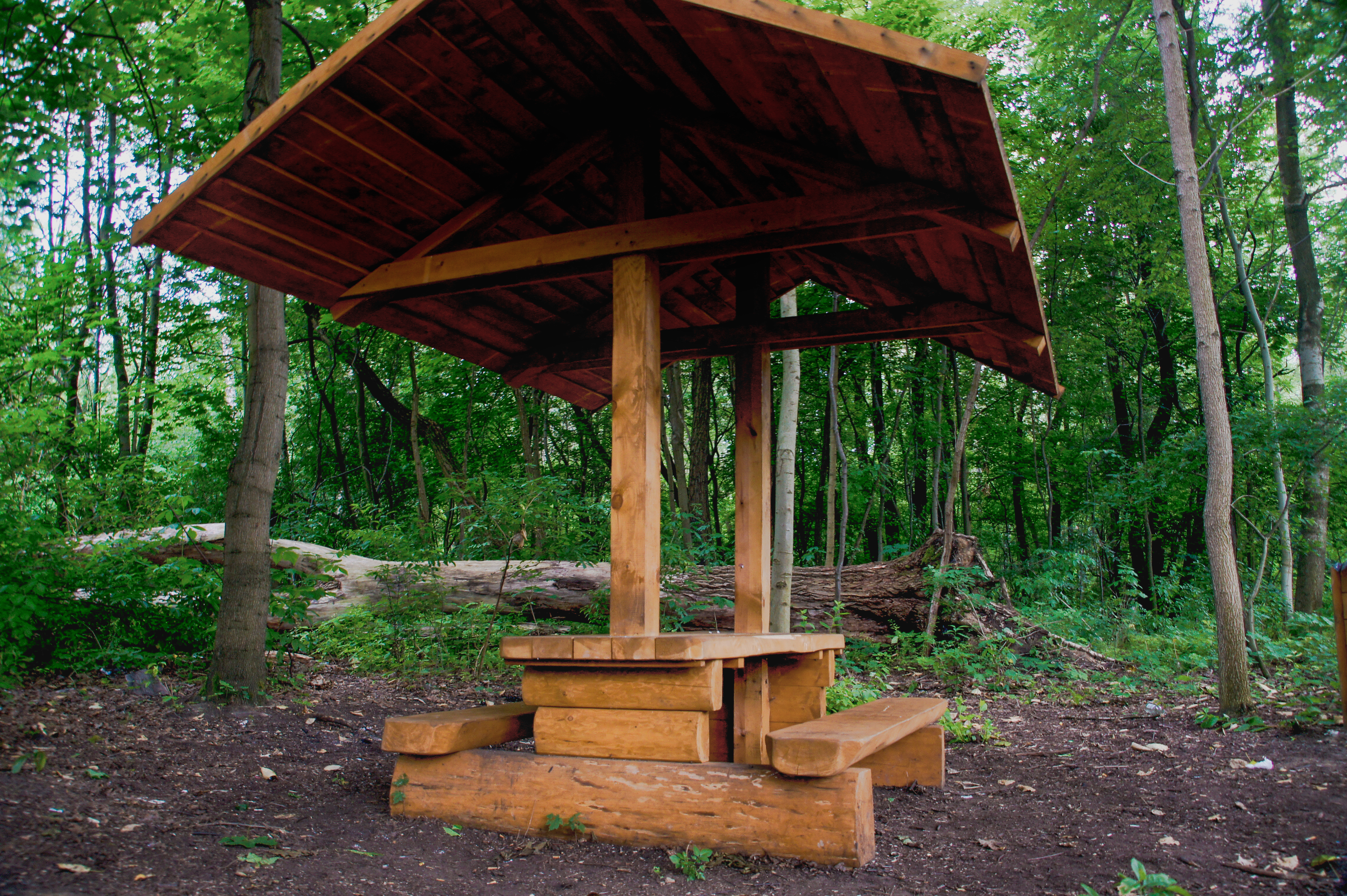

Szlak nie ma jednolitej uporządkowanej infrastruktury poza oznakowaniem i tablicami informacyjnymi (skrzyżowanie z ul. Ostrogórską, skrzyżowanie z ul. Mikołajczyka). Przebiega jednak przez tereny rekreacyjne z istniejącą infrastrukturą: Park Tysiąclecia, Stawiki, Rybaczówka, Trójkąt Trzech Cesarzy.

### Zorganizowane miejsca postojowe
- Park Tysiąclecia – początek szlaku, okolice ul. Przygranicznej
- Park Tysiąclecia – rozwidlenie ścieżek rowerowych w pobliżu mostu nad S86
- Stawiki – kąpielisko (plaża miejska)
- Stawiki – Wake Zone
- Rybaczówka
- Trójkąt Trzech Cesarzy

## Przebieg szlaku

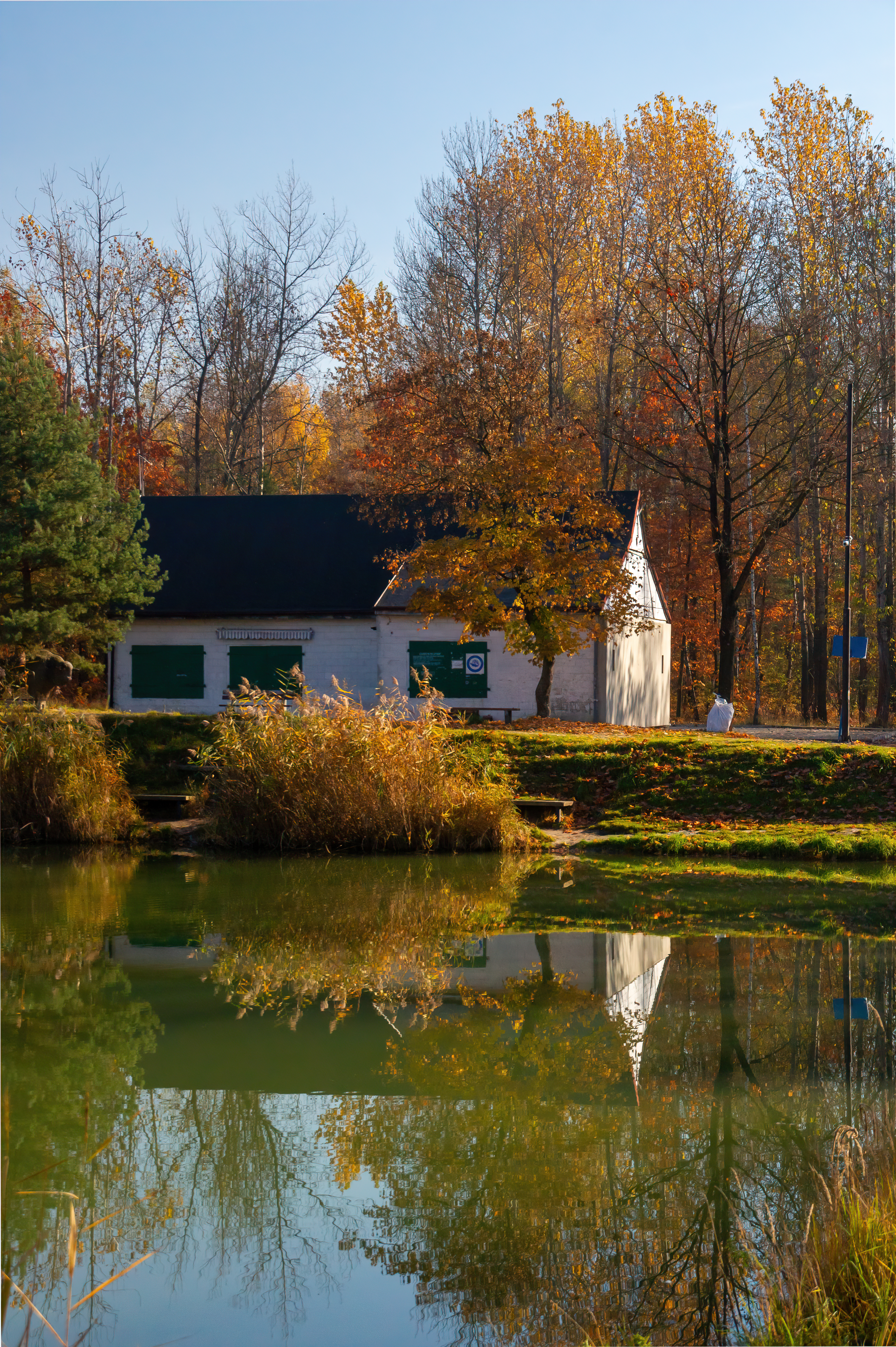

Milowice, okolice ul. Baczyńskiego 25b (okolice Hali Sportowej) – Park Tysiąclecia, – most nad S86 – wał rzeki Brynicy wzdłuż ul. Kresowej i ośrodka Stawiki – przecięcie z ul. Sobieskiego – za osiedlem Naftowa wzdłuż wału powodziowego rzeki Brynicy – przecięcie z ul. Ostrogórską – tereny leśne wzdłuż oczyszczalni ścieków Radocha II – ul. Mikołajczyka – tereny leśne – ośrodek Rybaczówka – ul. Rynek – ul. Pastewna – wzdłuż Przemszy – Trójkąt Trzech Cesarzy

## Połączenia z innymi szlakami
- Szlak Rowerowy Czarnego Morza prowadzący od Trójkąta Trzech Cesarzy do Lasu Zagórskiego oraz Parku im. Jacka Kuronia; Połączenie w okolicy Trójkąta, poprzez wał wzdłuż Białej Przemszy[1][4];
- Żółty Szlak Rowerowy – trasa nr 476 miasta Jaworzna w kierunku Zalewu Sosina oraz Zalewu Dziećkowice (poprzez Zielony Szlak) ; Połączenie w okolicy Trójkąta Trzech Cesarzy, poprzez wał po obu stronach Białej Przemszy i most nad Białą Przemszą przy ulicy Orląt Lwowskich[1][4][5].
- Trasa rowerowa nr 5 – prowadząca między innymi do Doliny Trzech Stawów w Katowicach; Połączenie w dzielnicy Borki, w pobliżu mostu na Brynicy i mostu nad S86 – w kierunku południowo-zachodnim odchodzi ścieżka (droga gruntowa)[1][6][4].